# Стрикленд, Донна
Донна Стрикленд (англ. Donna Strickland; род. 27 мая 1959 года, г. Гуэлф, Онтарио, Канада) — канадский физик, работающая в области лазерной физики и нелинейной оптики. Совместно с Жераром Муру изобрела метод усиления чирпированных импульсов. Лауреат Нобелевской премии по физике 2018 года.
Член Лондонского королевского общества (2020), иностранный член Национальной академии наук США (2020).

## Биография
В 1981 году окончила Университет Макмастера по специальности инженерная физика. В 1989 году получила степень доктора философии по физике в Рочестерском университете, где её научным руководителем был профессор Жерар Муру. Донна Стрикленд изучала усиление чирпированных импульсов с последующим их сжатием, которое позволило усилить ультракороткие импульсы до беспрецедентного уровня. С 1988 по 1991 год научный сотрудник Национального исследовательского совета Канады. Работает в университете Ватерлоо (на момент получения премии была доцентом). Возглавляет группу, занимающуюся изучением лазеров, которая разрабатывает высокоинтенсивные лазерные системы для исследований в области нелинейной оптики.
Стипендия Слоана (1998).
Избранный член (2008), вице-президент (2011), президент (2013) Оптического общества.
Нобелевская премия по физике (2018) (1/4 премии).

## Публикации
- Strickland, Donna, Mourou, Gérard. Compression of amplified chirped optical pulses (недоступная ссылка — история) (англ.) // Optics Communications : журнал. — 1985. — Vol. 56, no. 3. — P. 219—221. — doi:10.1016/0030-4018(85)90120-8.(Сжатие усиленных чирпированных оптических импульсов)
- Maine, P.,  Strickland, D., Bado, M., Pessoa, M., Mourou, G. Generation of ultrahigh peak power pulses by chirped pulse amplification (англ.) // IEEE Journal of Quantum electronics : журнал. — 1988. — Vol. 24, no. 2. — P. 398—403. — doi:10.1109/3.137. (Генерация сверхвысоких пиковых импульсов мощности с помощью усиления чирпированного импульса)
- «Two-color fiber amplifier for short-pulse mid-infrared Generation», R. Romero-Alvarez, R. Pettus, Z. Wu and D. Strickland, Opt. Lett. 33, 1065-1067, 2008
- «Anti-Stokes Enhancement of Multi-Frequency Raman Generation in a Dispersion-Matched Hollow Fibre» F.C. Turner and D. Strickland, Opt. Lett. 33, 405-407, 2008
- «Multi-frequency parametric IR Raman generation in KGd(WO4)2 crystal with biharmonic ultrashort pulse pumping»,  L. L. Losev, J. Song, J. F. Xia, Z. and D. Strickland, V. V. Brukhanov, Opt. Lett. 27, 2100-2102, 2002
- «Development of a dual-wavelength Ti:sapphire multi-pass amplifier and its application to intense mid-infrared generation»,  J. F. Xia , J. Song, and D. Strickland, Opt. Communications 206, 149-157, 2002
- «Dual wavelength chirped pulse amplification system»,  Z. Zhang, A. M. Deslauriers and D. Strickland, Opt. Lett. 25, 581, 2000
- Hajialamdari, M.,  Strickland, D. A tunable mid-infrared source (16-20 μm) from an ultrafast two-color (недоступная ссылка — история) // Optics Letters : журнал. — 2012. — Т. 37. — С. 3570—3572. — doi:10.1364/CLEO_SI.2012.CTu2M.1.